# Caryn Agyeman Prempeh
Pour les articles homonymes, voir Prempeh.
 (août 2024).
La mise en forme du texte ne suit pas les recommandations de Wikipédia : il faut le « wikifier ».
Les points d'amélioration suivants sont les cas les plus fréquents :
- Les titres sont pré-formatés par le logiciel. Ils ne sont ni en capitales, ni en gras.
- Le texte ne doit pas être écrit en capitales (les noms de famille non plus), ni en gras, ni en italique, ni en « petit »…
- Le gras n'est utilisé que pour surligner le titre de l'article dans l'introduction, une seule fois.
- L'italique est rarement utilisé : mots en langue étrangère, titres d'œuvres, noms de bateaux, etc.
- Les citations ne sont pas en italique mais en corps de texte normal. Elles sont entourées par des guillemets français : « et ».
- Les listes à puces sont à éviter, des paragraphes rédigés étant largement préférés. Les tableaux sont à réserver à la présentation de données structurées (résultats, etc.).
- Les appels de note de bas de page (petits chiffres en exposant, introduits par l'outil «  Source ») sont à placer entre la fin de phrase et le point final[comme ça].
- Les liens internes (vers d'autres articles de Wikipédia) sont à choisir avec parcimonie. Créez des liens vers des articles approfondissant le sujet. Les termes génériques sans rapport avec le sujet sont à éviter, ainsi que les répétitions de liens vers un même terme.
- Les liens externes sont à placer uniquement dans une section « Liens externes », à la fin de l'article. Ces liens sont à choisir avec parcimonie suivant les règles définies. Si un lien sert de source à l'article, son insertion dans le texte est à faire par les notes de bas de page.
- La présentation des références doit suivre les conventions bibliographiques. Il est recommandé d'utiliser les modèles {{Ouvrage}}, {{Chapitre}}, {{Article}}, {{Lien web}} et/ou {{Bibliographie}}. Le mode d'édition visuel peut mettre en forme automatiquement les références.
- Insérer une infobox (cadre d'informations à droite) n'est pas obligatoire pour parachever la mise en page.

Pour une aide détaillée, merci de consulter Aide:Wikification.
Si vous pensez que ces points ont été résolus, vous pouvez retirer ce bandeau et améliorer la mise en forme d'un autre article.
Caryn Agyeman Prempeh est médecin et présentatrice de télévision ghanéenne. Elle est la fondatrice de CERVIVA Ghana,.

## Biographie

### Origine et Éducation
Caryn est la fille d'Asantehene, Otumfuo Nana Osei Tutu II, roi d'Asante. Elle porte le nom de sa grand-mère paternelle Nana Afia Kobi Serwah Ampem II, la défunte Asantehemaa.
Elle fait ses études secondaires à St Rose Senior High School, Akwatia et à la Headington Girls School, Oxford, (Royaume-Uni). Elle étudie ensuite les sciences biomédicales à l'University College of London, la médecine à l'École de médecine de l'Université des sciences et technologies Kwame Nkrumah et la santé publique mondiale à l'Université Queen Mary de Londres,.

### Carrières
Caryn commence sa pratique médicale à l'hôpital universitaire Komfo Anokye, à Kumasi en 2015, puis est transférée à l'hôpital militaire 37. Elle est actuellement médecin résidente de Claron Health International à Accra.
En 2011, elle fonde Cerviva Ghana, une organisation à but non lucratif qui sensibilise et éduque les jeunes filles sur la prévention du cancer du col de l'utérus. Elle est le médecin de l'équipe des Ghana Black Queens. Elle rejoint GhOne TV en août 2019 en tant qu'animatrice de «The Late Afternoon Show» pour remplacer Berla Mundi.